# Ignacy Jasiukowicz

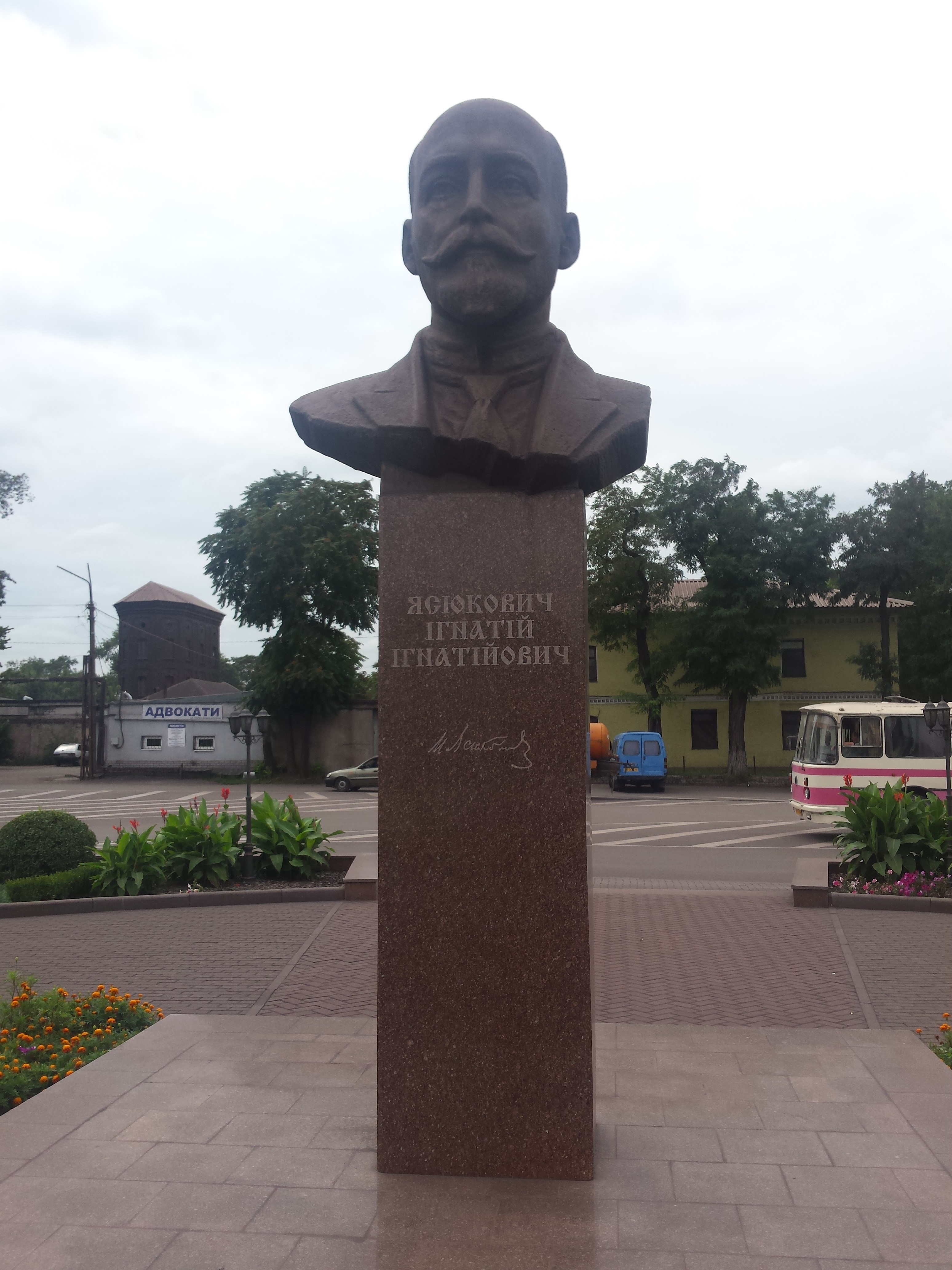
Popiersie Ignacego Jasiukowicza w Kamieńskiem, 2016.

Ignacy Jasiukowicz h. Jasieńczyk, ros. Игнатий Игнатьевич Ясюкович (ur. 1 listopada 1847 w Kownie, zm. 26 sierpnia 1914 w Kutnie) – polski przedsiębiorca, dyrektor czołowych przedsiębiorstw metalurgicznych w Rosji.

## Życiorys
Jego ojcem był Ignacy Andrzej Jasuikowicz, sędzia i właściciel majątku Żeledże koło Święcian. Uczęszczał do gimnazjum i liceum w Kownie, musiał jednak zmienić miejsce nauki z powodu konfliktu z nauczycielem gramatyki rosyjskiej. Ukończył liceum w Wilnie w 1865 i podjął studia w Petersburskim Instytucie Technologicznym (obecny Санкт-Петербургский государственный технологический институт) ukończone w 1869. Do 1874 pracował w kolejnictwie, w tym na stanowiskach kierowniczych przy budowie nowych linii kolejowych. Jednocześnie jako docent wykładał na macierzystej uczelni. W 1874 Jasiukowicz dostał posadę głównego inżyniera w Newskiej Fabryce Budowy Parowozów i Okrętów, dwa lata później awansował na jej dyrektora zarządzającego. W 1884 został głównym kierownikiem jednych z najważniejszych w Rosji zakładów metalurgicznych – Zakładów Putiłowskich.
W 1888 Jasiukowicz objął stanowisko dyrektora Południowo-Rosyjskiego Dnieprowskiego Towarzystwa Metalurgicznego i doprowadził je do rozkwitu, budując szereg zakładów, głównie w małej wsi Kamienskoje, dziś ukraińskim mieście Kamieńskie. Fabryka we wsi Kamienskoje już w 1889 roku otrzymała prawo uczestnictwa w Światowej Wystawie Przemysłu w Paryżu, gdzie otrzymała Wielki Złoty Medal. W 1896 roku na Wszechrosyjskiej Wystawie Przemysłu w Niżnym Nowogrodzie Jasiukowicz otrzymał tytuł „Najlepszego Gospodarza Wszechrosji“. W 1914 roku zarządzana przez niego huta zatrudniała około 20 tysięcy pracowników, w tym ponad 550 urzędników. Kadra kierownicza zakładu w większości składała się z Polaków. Z jego inicjatywy w 1895 roku rozpoczęto budowę rzymskokatolickiego kościoła św. Mikołaja. Doprowadził do elektryfikacji miasta, był także założycielem lub darczyńcą wielu tamtejszych instytucji: powstała tam m.in. szkoła, towarzystwo spożywcze, kuchnia dla robotników, klub fabryczny i wioślarski, park z domem ludowym, przytułki i ochronki dla dzieci, szpital wraz z przytułkiem położniczym oraz gimnazjum męskie i żeńskie. 
Od 1902 był we władzach Towarzystwa Metalurgicznego i mieszkał wtedy głównie w Petersburgu, nadal jednak zarządzając hutą w Kamienskoje. W 1902 roku został także założycielem i prezesem syndykatu Prodoamet, kontrolującego przemysł metalurgiczny na południu Rosji i w Królestwie Polskim. W 1906 roku został członkiem komitetu wykonawczego założonego przez Józefa Ziemackiego Towarzystwa Gimnastycznego „Sokół Polski”.  
W 1897 roku zakupił majątek w Chodowie, znajdującym się wówczas w powiecie kutnowskim. W 1906 roku wybudował we wsi szkołę elementarną, w tym samym roku przeznaczył ponad 7 tysięcy rubli na budowę szkoły średniej w Kutnie.
Na początku 1914 roku poważnie zachorował. 1 lipca 1914 roku zrezygnował ze stanowiska dyrektora zarządzającego dnieprowskiej spółki. Po śmierci jego zwłoki przewieziono pociągiem ekspresowym do Chodowa, gdzie został pochowany w przykościelnym, rodzinnym grobowcu. W dniu pogrzebu w warszawskim kościele św. Krzyża biskup Kazimierz Ruszkiewicz odprawił nabożeństwo żałobne w jego intencji.

## Odznaczenia
Został odznaczony Orderem Świętego Włodzimierza IV klasy i belgijskim Orderem Leopolda II II klasy.

## Życie prywatne
W 1868 roku poślubił Bronisławę z Łabuńskich (ur. 1850). Mieli czterech synów: Stanisława (późniejszego ministra finansów), oraz upośledzonych umysłowo Ignacego, Jana i Pawła. Najmłodszy syn, Paweł, zmarł w 1894 roku w wieku pięciu lat.

## Upamiętnienie
W 2014 roku w mieście Kamieńskie ufundowano jego pomnik.